# Carmen Montón Giménez
Carmen Montón Giménez (Burjassot, Horta Nord, 9 de març de 1976) és una política valenciana, diputada al Congrés dels Diputats espanyol en la VIIII, IX i X Legislatures, i ministra de Sanitat, Consum i Benestar Social d'Espanya entre juny i setembre de 2018.
Estudià medicina a la Universitat de València, el 1992 ingressà a les Joventuts Socialistes valencianes i el 1996 al PSPV-PSOE, del qual fou secretària de Moviments Socials i ONG (2000-2004). A les eleccions municipals espanyoles de 1999 fou elegida regidora de Cultura de l'Ajuntament de Burjassot.
A les eleccions generals espanyoles de 2004, 2008 i 2011, fou elegida diputada per la província de València. Ha estat membre de la Comissió d'Igualtat, i fou ponent de la Llei que permet el matrimoni entre persones del mateix sexe.
El juliol de 2014 fou nomenada secretària d'Igualtat del PSOE. Després de les eleccions a les Corts Valencianes de 2015, arran del pacte que va permetre nomenar president de la Generalitat Valenciana el socialista Ximo Puig, fou nomenada Consellera de Sanitat Universal i Salut Pública.
Després de la moció de censura contra Mariano Rajoy de 2018, per la qual Pedro Sánchez esdevingué president del govern espanyol, Carmen Montón acceptà exercir el càrrec de ministra de Sanitat, Consum i Benestar Social del Primer Govern Sánchez.
Va dimitir l'11 el setembre de 2018 arran d'una filtració sobre plagi i altres irregularitats en el seu títol de màster. La jutgessa que portava el cas el va arxivar el novembre de 2018.